# THAAD

Схема протиракети THAAD

THAAD (англ. Terminal High Altitude Area Defense [θæd], рання назва англ. Theater High Altitude Area Defense) — протиракетний комплекс рухомого наземного базування для висотного заатмосферного перехоплення балістичних ракет середньої дальності.
Головний підрядник — Lockheed Martin Missiles and Space.

## Принцип дії

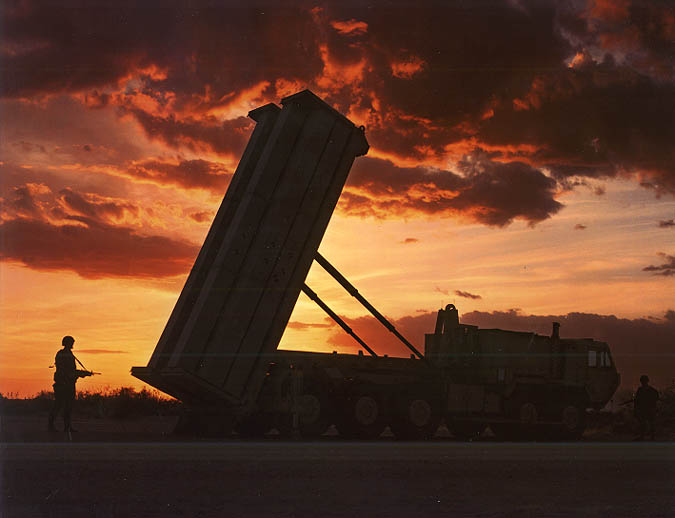
Рухома пускова установка THAAD.

У комплексі THAAD застосовано так звану концепцію «кінетичного перехоплення» — для ураження цілі використовується лише кінетична енергія апаратного блоку, виділеної бойової частини (БЧ) немає. Завдяки високій кінетичній енергії апаратного блоку комплекс THAAD повинен бути суттєво ефективніший проти застарілих балістичних ракет (типу Р-17), ніж ЗРК «Patriot» варіантів PAC-1 і PAC-2 (уламкова частина яких на практиці важко збивала «Скад»). Втім, враховуючи низьку власну точність ракет типу Р-17, критерій зарахування уражених ракет до «збитих» має суб'єктивний характер. Пізніші модифікації ЗРК «Петріот», що відрізняються більшою точністю наведення, досконалішим ПЗ та наявністю нового підривника, що забезпечує підрив бойової частини при достатньому наближенні до ракети супротивника, у 2003 році у війні з Іраком дали вже інші результати — всі 9 запущених Іраком «Скадів» були збиті.

## Історія
НДДКР зі створення протиракетного комплексу (ПРК) THAAD було розпочато в 1992 році компанією «Локхід» (зараз відділення корпорації «Локхід-Мартін»).
На початку 1995 року дослідні зразки рухомої пускової установки, багатофункціональної РЛС GBR-T та командного пункту були розгорнуті на полігоні Уайт-Сендз у штаті Нью-Мексико. У тому ж році було розпочато льотні випробування дослідних зразків протиракети цього комплексу.
Спочатку на льотних випробуваннях планувалося використати 20 одиниць дослідних зразків протиракет. У зв'язку з внесенням у конструкцію основних частин комплексу змін (для забезпечення стійкості до уражальних чинників ядерного вибуху), що вимагали додаткових витрат на 80 млн доларів, кількість пусків було скорочено до 14, а 6 протиракет переведено до розряду запасних.
Станом на 1 квітня 1998 рік (див. таблицю), було виконано сім пусків, а 7 пусків, що залишилися, планувалося виконати в період 1998—1999 років, з тим, щоб у 1999 році приступити до повномасштабної розробки ПРК, а на озброєння прийняти його в 2006 року.
Після досягнення готовності перший договір у 2011.

### Виробництво

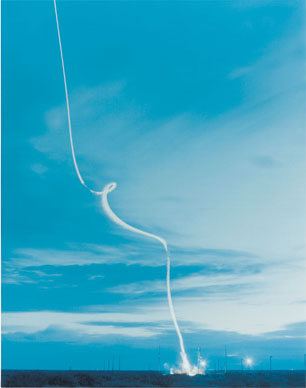
Пуск ракети THAAD.

У травні 2004 року для практичних випробувань розпочалося виробництво 16 передсерійних протиракет.
У січні 2006 року з компанією «Локхід-Мартін» було укладено угоду на постачання перших 2 комплексів THAAD із 48 протиракетами до них.
На даний час відомо про 39 випробувальних пусків, 31 з яких були визнані успішними. Чотирнадцять із них були практичними запусками, під час яких відпрацьовувався перехоплення навчальної цілі у наближених до бойових (а не спрощених) умовах. З цих чотирнадцяти пусків, зроблених з листопада 2006 по жовтень 2012, одинадцять були успішними, решта чотири не вдалася через вихід з ладу ракети-мішені (тобто невдачі не мають відношення до самого THAAD).
Слід зазначити, що випробування здійснювалися лише на імітаторах застарілих ракет Р-17 (за класифікацією НАТО SS-1 Scud), розробки середини 1950-х років, які не мають засобів подолання ПРО. THAAD перехопив балістичну ракету-мішень, що імітує ракету типу Scud на висоті понад 50 кілометрів.
16 жовтня 2009 року у Форт Блісс розпочала несення служби друга батарея перехоплювачів THAAD.
У березні 2011 року Агентство протиракетної оборони США уклало з компанією Lockheed Martin угоду на постачання шести протиракетних комплексів THAAD. З нових комплексів будуть сформовані 3-а та 4-а батареї. До складу однієї батареї THAAD входять три пускові установки з 24 протиракетами, командний центр та РЛС X-діапазону.
6 жовтня 2011 року проведено 12-те випробування системи THAAD з початку запуску програми у 2005 році. Проведено перше експлуатаційне випробування системи з перехопленням ракет на великій висоті на кінцевій ділянці польоту. Була перехоплена одна ракета малої дальності та одна балістична ракета середньої дальності. Випробування здійснювалися у районі гавайського острова Кауаї. У випробуваннях брала участь батарея ПРО «Альфа» зі складу 4-го артилерійського полку 11-ї артилерійської бригади ППО США. Вона була перекинута на полігон разом зі своєю технікою з Форта Блісса, Техас. Особовий склад зробив розгортання техніки та забезпечив управління системою ПРО. Контроль здійснювався командуванням ППО та ПРО 94-ї армії. Для забезпечення більшої реалістичності випробувань день і час проведення випробувань особовому складу бригади не повідомлялися

## THAAD
Протиракета THAAD — одноступінчаста твердопаливна. Твердопаливний двигун розроблений компанією Pratt & Whitney. Неохолодна інфрачервона головка самонаведення, що працює в середньому (3,3 — 3,8 мкм) і дальньому (7 — 10 мкм) ділянках ІЧ-діапазону, командно-інерційна система управління.

### Характеристики протиракети
- Стартова вага: 900 кг
- Довжина: 6,17 м
- Максимальний діаметр корпусу: 0,37 м
- Дальність: до 200 км
- Висота перехоплення: 150, до 200 км[7]
- Швидкість: 2700—2800 м/с (максимальна швидкість не менше 8М) (ракети)[8][9][10]
- Дальність пуску перехоплюваної балістичної ракети, до: 3500 км[11]
- Перехоплення вище стратосфери, бойова частина інертна[12][13][14][15][16], даних про можливості перехоплення в стратосфері (нижче 50 км над поверхнею Землі) та тропосфері (нижче 12 км над поверхнею Землі) немає.
- Швидкість цілі оціночно 3,5-4,8 км/сек[17].

### РЛС
- Дальність виявлення: 1000 км[18][19]
- Діапазон: X-діапазон

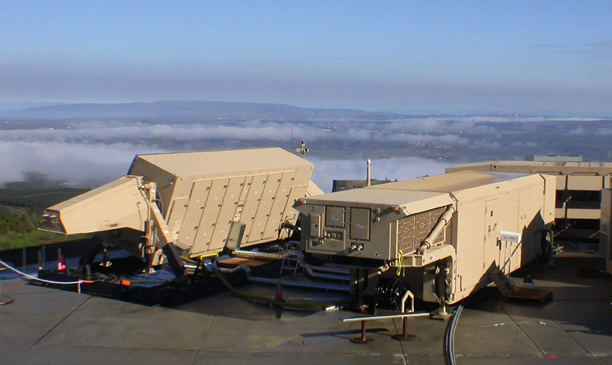
РЛС AN/TPY-2

- Кути сканування по куту місця: 10-60 ° (в межах кута місця 0-80 °)[19][6]
- Управління променем: електромеханічне
- Тип: ЦАР[19]

### Командний пункт
Командний пункт (КП) може бути віддалений від РЛС на дальність до 14 км, забезпечує обробку сигналу, обмін даними між КП, видачу цілевказівки на слабкіші комплекси ПРО типу Patriot PAC-3 (англ. Patriot Advanced Capability-3) або MEADS (англ. Medium Extended Air Defense System), або систему типу Іджіс (англ. Aegis).
Робота КП дозволяє, застосовуючи не менше 2 систем, забезпечити прикриття власних позицій та забезпечити можливість перехоплення одиночної цілі до 0,96 при поєднанні THAAD + PAC-3.
Основою комплексу є РЛС AN/TPY-2 з цифровою антенною решіткою площею 9,2 кв. метра, що працює у X-діапазоні (8,55-10 ГГц) яка відповідає за виявлення цілей та наведення на них протиракет. Інструментальна дальність роботи цієї РЛС за різними джерелами охоплює від 1000 до 2000 км.
Ця РЛС працює у секторі близько 120 градусів, тому для всебічного огляду необхідно декілька таких РЛС. Водночас інформація щодо цілей може надходити до THAAD через загальну систему обміну інформацією, наприклад від супутників.

## Вартість
Близько $2,3 млрд за 1 комплекс без РЛС. В іншому джерелі комплекс «Тед» (THAAD) коштує близько 3 млрд $.
Вартість РЛС AN/TPY-2 — $574 млн. У 2011 році закуплено 22 протиракети на суму $1 млрд, у 2012 році — 42 протиракети на суму $999 млн, у 2013 році планувалося закупити 36 протиракет, витративши на них $777 млн (для США).
НДДКР оцінено 15 млрд.

## На озброєнні
- США — 42 ПУ THAAD на озброєнні, станом на 2025 рік.[26]

На озброєнні США перебуває 7 батарей THAAD, і в майбутньому їх кількість планується збільшити до 8 батарей.
- Сухопутні війська США
  - Батарея A, 2-й полк протиповітряної оборони (A-2 ADA)
  - Батарея B, 2-й полк протиповітряної оборони (B-2 ADA)
  - Батарея D, 2-й полк протиповітряної оборони (D-2 ADA)
  - Батарея E, 3-й полк протиповітряної оборони (E-3 ADA)
  - Батарея A, 4-й полк протиповітряної оборони (A-4 ADA)
  - Батарея B, 62-й полк протиповітряної оборони (B-62 ADA)
  - Батарея E, 62-й полк протиповітряної оборони (E-62 ADA)

### Поточні та перспективні оператори
- ОАЕ — у червні 2016 року дві батареї комплексу THAAD отримали збройні сили Об'єднаних Арабських Еміратів[28].
- Республіка Корея — в 2017 році батареї комплексу THAAD розміщені в Південній Кореї в повіті Сонджу на захід від м. Тегу, прикриваючи район, що найбільш віддалений від потенційних противників[29][30].
- Японія — розміщення батареї комплексу THAAD на одному з Японських островів до 2018 року.
- Королівство Саудівська Аравія отримає 44 пускові установки і 360 ракет, а також 16 пунктів управління і сім радарів на суму 15 мільярдів доларів. (2017 рік)

## Бойове застосування
17 січня 2022 року в ОАЕ THAAD знищила балістичну ракету середньої дальності хуситів, використану для атаки на еміратський нафтовий об'єкт біля авіабази ад-Дафра.